# Hydriomena fractisignata
Hydriomena fractisignata là một loài bướm đêm trong họ Geometridae.